# Отісфілд (Мен)
Отісфілд (англ. Otisfield) — місто (англ. town) в США, в окрузі Оксфорд штату Мен. Населення — 1853 особи (2020).

## Демографія
Згідно з переписом 2010 року, у місті мешкало 1770 осіб у 704 домогосподарствах у складі 492 родин. Було 1169 помешкань
Расовий склад населення:
| - 97,5 % — білих - 0,3 % — корінних американців - 0,3 % — чорних або афроамериканців - 0,2 % — азіатів - 0,1 % — вихідців з тихоокеанських островів |

До двох чи більше рас належало 1,6 %. Частка іспаномовних становила 0,9 % від усіх жителів.
За віковим діапазоном населення розподілялося таким чином: 21,4 % — особи молодші 18 років, 63,9 % — особи у віці 18—64 років, 14,7 % — особи у віці 65 років та старші. Медіана віку мешканця становила 44,8 року. На 100 осіб жіночої статі у місті припадало 105,6 чоловіків;  на 100 жінок у віці від 18 років та старших — 101,2 чоловіків також старших 18 років.
Середній дохід на одне домашнє господарство  становив 64 959 доларів США (медіана — 60 331), а середній дохід на одну сім'ю — 70 493 долари (медіана — 64 571). Медіана доходів становила 45 139 доларів для чоловіків та 33 317 доларів для жінок. За межею бідності перебувало 17,1 % осіб, у тому числі 26,6 % дітей у віці до 18 років та 8,1 % осіб у віці 65 років та старших.
Цивільне працевлаштоване населення становило 1119 осіб. Основні галузі зайнятості: освіта, охорона здоров'я та соціальна допомога — 29,4 %, будівництво — 10,1 %, роздрібна торгівля — 9,9 %, фінанси, страхування та нерухомість — 9,9 %.